# Babygrande Records
Babygrande Records – wytwórnia płytowa z siedzibą w Nowym Jorku założona w 2001 roku przez Chucka Wilsona. Głównym gatunkiem muzycznym, jaki produkuje Babygranade jest hip-hop.

## Albumy wydane przez Babygrande Records
Lista przedstawia listę albumów wydanych przez Babygrande Records.
| Rok  | Artysta                              | Album |
| ---- | ------------------------------------ | --- |
| 2003 | Jedi Mind Tricks                     | The Psycho-Social, Chemical, Biological & Electro-Magnetic Manipulation of Human Consciousness (reedycja) |
| 2003 | Mountain Brothers                    | Triple Crown                                                                                              |
| 2003 | Supernatural                         | The Lost Freestyle Files                                                                                  |
| 2003 | Canibus                              | Rip the Jacker                                                                                            |
| 2003 | Jedi Mind Tricks                     | Visions of Gandhi                                                                                         |
| 2003 | Jean Grae                            | The Bootleg of the Bootleg EP                                                                             |
| 2004 | Sharkey                              | Sharkey's Machine                                                                                         |
| 2004 | Jedi Mind Tricks presents Outerspace | Outerspace                                                                                                |
| 2004 | OuterSpace                           | Blood & Ashes                                                                                             |
| 2004 | 7L & Esoteric                        | DC2: Bars of Death                                                                                        |
| 2004 | Brand Nubian                         | Fire in the Hole                                                                                          |
| 2004 | Immortal Technique                   | Revolutionary Vol. 1 (reedycja)                                                                           |
| 2004 | Jedi Mind Tricks                     | Legacy of Blood                                                                                           |
| 2004 | Jean Grae                            | This Week                                                                                                 |
| 2004 | Jedi Mind Tricks                     | Violent by Design (reedycja)                                                                              |
| 2005 | Purple City                          | Road to Riches: Best of Purple City Mixtape                                                               |
| 2005 | Jus Allah                            | All Fates Have Changed                                                                                    |
| 2005 | 7L & Esoteric                        | Moment of Rarities                                                                                        |
| 2005 | Immortal Technique                   | Revolutionary Vol. 2 (reedycja)                                                                           |
| 2005 | Lawless Element                      | Soundvision: In Stereo                                                                                    |
| 2005 | Dreddy Kruger                        | Wu-Tang Meets the Indie Culture                                                                           |
| 2005 | Purple City                          | Paris to Purple City                                                                                      |
| 2005 | Canibus                              | C True Hollywood Stories (reedycja)                                                                       |
| 2005 | Canibus                              | Mic Club: The Curriculum (reedycja)                                                                       |
| 2005 | Canibus                              | Hip-Hop for Sale                                                                                          |
| 2005 | Jakki Da Motamouth                   | God vs. Satan                                                                                             |
| 2006 | The Lost Children of Babylon         | Where Light Was Created: The Equidivium (reedycja)                                                        |
| 2006 | The Lost Children of Babylon         | Words From the Duat: The Book of Anubi (reedycja)                                                         |
| 2006 | The Lost Children of Babylon         | The 911 Report: The Ultimate Conspiracy                                                                   |
| 2006 | Apathy                               | Eastern Philosophy                                                                                        |
| 2006 | Army of the Pharaoahs                | The Torture Papers                                                                                        |
| 2006 | Bronze Nazareth                      | The Great Migration                                                                                       |
| 2006 | Purple Cit                           | Born to the Purple                                                                                        |
| 2006 | Purple Cit                           | The Purple Album                                                                                          |
| 2006 | DK                                   | King Me Mixtape                                                                                           |
| 2006 | Agallah                              | Propane Piff Mixtape                                                                                      |
| 2006 | 7L & Esoteric                        | A New Dope                                                                                                |
| 2006 | Lord Jamar                           | The 5% Album                                                                                              |
| 2006 | Chief Kamachi                        | Concrete Gospel                                                                                           |
| 2006 | The Society of Invisibles            | The Society of Invisibles                                                                                 |
| 2006 | Agallah                              | You Already Know                                                                                          |
| 2006 | Blue Sky Black Death                 | Blue Sky Black Death presents: The Holocaust                                                              |
| 2006 | Outerspace                           | Blood Brothers                                                                                            |
| 2006 | Custom Made                          | Sidewalk Mindtalk                                                                                         |
| 2006 | Jedi Mind Tricks\                    | Servants in Heaven, Kings in Hell                                                                         |
| 2006 | Hi-Tek                               | Hi-Teknology 2: The Chip                                                                                  |
| 2007 | Snowgoons                            | German Lugers                                                                                             |
| 2007 | Wisemen                              | Wisemen Approaching                                                                                       |
| 2007 | Cilvaringz                           | I |
| 2007 | Gillie da Kid                        | The Best of the GDK Mixtapes                                                                              |
| 2007 | Sa-Ra                                | The Hollywood Recordings                                                                                  |
| 2007 | Polyrhythm Addicts                   | Break Glass                                                                                               |
| 2007 | Big Shug                             | Street Champ                                                                                              |
| 2007 | C-Rayz Walz & Sharkey                | Monster Maker                                                                                             |
| 2007 | Ice Water Inc.                       | Polluted Water                                                                                            |
| 2007 | N.O.R.E.                             | Noreality                                                                                                 |
| 2007 | Army of the Pharaohs                 | Ritual of Battle                                                                                          |
| 2007 | Blue Sky Black Death i Hell Razah    | Razah's Ladder                                                                                            |
| 2007 | The Society of Invisibles            | Episode 19                                                                                                |
| 2007 | Hi-Tek                               | Hi-Teknology 3: Underground                                                                               |
| 2008 | Randam Luck                          | Conspiracy of Silence                                                                                     |
| 2008 | Blue Sky Black Death                 | Late Night Cinema                                                                                         |
| 2008 | Dame Grease                          | Goon Music                                                                                                |
| 2008 | Ransom                               | Street Cinema                                                                                             |
| 2008 | T.H.U.G. Angelz                      | Welcome to Red Hook Houses                                                                                |
| 2008 | Snowgoons                            | Black Snow                                                                                                |
| 2008 | NYOIL                                | Hood Treason                                                                                              |
| 2008 | Doap Nixon                           | Sour Diesel                                                                                               |
| 2008 | Almighty                             | Original S.I.N                                                                                            |
| 2008 | Army of the Pharaohs                 | The Labor Union                                                                                           |
| 2008 | Lil Dap                              | I.A.Dap                                                                                                   |
| 2008 | Outerspace                           | God's Fury                                                                                                |
| 2008 | Jedi Mind Tricks                     | A History of Violence                                                                                     |
| 2008 | Ras Kass                             | Institutionalized Vol. 2                                                                                  |
| 2008 | Hell Rell                            | Black Mask, Black Gloves                                                                                  |
| 2008 | Diamond D                            | The Huge Hefner Chronicles                                                                                |
| 2008 | Blue Sky Black Death                 | The Evil Jeanius                                                                                          |
| 2008 | GZA/Genius                           | Pro Tools                                                                                                 |
| 2009 | Stoupe the Enemy of Mankind          | Decalogue                                                                                                 |
| 2009 | Fabio Musta                          | Passport                                                                                                  |
| 2009 | Snowgoons                            | A Fist In The Thought                                                                                     |
| 2009 | U-God                                | Dopium |
| 2009 | Fred Money                           | Money Rules Tha World                                                                                     |
| 2009 | Tiye Phoenix                         | Half Woman Half Amazin'                                                                                   |
| 2009 | Grand Puba                           | Retroactive                                                                                               |
| 2010 | J.R. Writer                          | Still Standing                                                                                            |